# Орловский (Серафимовичский район)
Орловский — упразднённый хутор в Серафимовичском районе Волгоградской области России. Входил в состав Клетско-Почтовского сельского поселения. Исключен из учётных данных в 2012 году.

## География
Хутор располагался на западной окраине массива Арчединско-Донских песков, восточнее озера-старицы Прибойное, на расстоянии примерно 2,5 км по прямой юго-востоку от хутора Подпешинский.

## История
Постановлением Волгоградской областной думы от 12 июля 2012 г. № 69/2873 хутор исключен из учётных данных.

## Население
| 2002 | 2010 |
| ---- | ---- |
| 2    | ↘1   |

Национальный состав
Согласно результатам переписи 2002 года, в национальной структуре населения русские составляли 100 % населения.